# Cirrhipathes sinensis
Cirrhipathes sinensis är en korallart som beskrevs av Zou och Zhou 1984. Cirrhipathes sinensis ingår i släktet Cirrhipathes och familjen Antipathidae. Inga underarter finns listade i Catalogue of Life.